# Casa de Carano
Carano (em latim: Caranes; em grego clássico: Καρανος; em persa antigo: *kar-ina-; em parta: krny; em persa médio: kʾlny; em árabe: Qāren; em armênio: Կարեն, Karen) foi uma das grandes casas do Império Arsácida e Império Sassânida.

## História

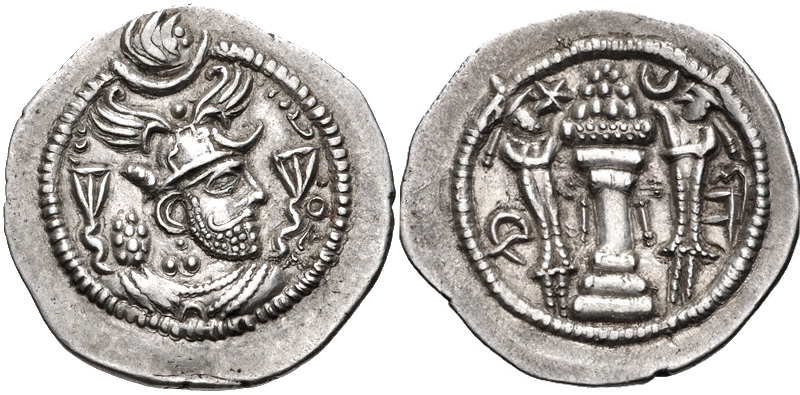
Dracma de r.

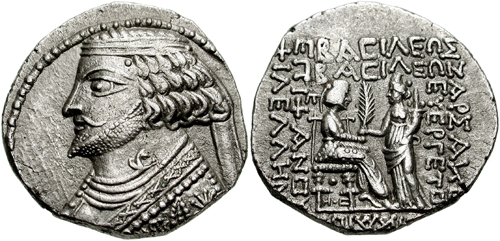
Dracma de

Seu nome é atestado desde o Império Aquemênida e foi dado a várias figuras mitológicas e históricas ao longo da história iraniana. Se acha que seu nome foi formado no persa pela forma não atestada de *kar-ina-, ligada a kāra- "pessoas, exército". Na seção lendária da Épica dos Reis de Ferdusi, progênies de Carano como Gueve (Gēv), Godarze (Gōdarz), Bizano (Bīžan) e Raã (Rahām) são oficiais do exército de Caicosroes. Parvaneh Pourshariati sugere que eram figuras de ancestralidade parta, cuja saga foi incorporada nas seções lendárias da Épica dos Reis no Império Sassânida. Segundo Tabari, desde o tempo do xá Perozes I (r. 459–484), os Caranos traçaram sua genealogia ao rei caiânida Manuchir. Sua ascensão ao poder no período arsácida é incerto e é provável que mantiveram seu poder no fim do período antigo da história iraniana e sobretudo em regiões nordeste do Irã no século XI.
Segundo Moisés de Corene, um dos três filhos do xá Fraates IV (r. 37–2 a.C.) chamava-se Carano e era progenitor e agnata chefe da casa parta que portava seu nome. A historicidade do mito é debatida, mas ao menos indica a longa história dos partas na Armênia do século I a meados do V e além e se pode pensar que Moisés estava ciente das várias tradições que circulavam entre dinastas partas da Armênia. A família Camsaracano, por exemplo, traçava sua genealogia na família Carano do período arsácida, especificamente de Perozamates. Os Camsaracanos mantiveram-se como poderosa família dinástica na região, se envolvendo diretamente na história dos Impérios Bizantinos e Sassânida e na esfera política armênia até o século XIV; também usavam o sobrenome Palavuni em celebração de suas origens. Deram seu nome a importantes locais, como a antiga Teodosiópolis que foi nomeada Carim (Kārin) antes de mudar para Erzurum séculos depois. O monte Carim no zona do mar Cáspio e o monte Carim do Chaar Langue (Čahār Lang) das regiões bactiaris na Média no Irã Ocidental também atestam a poder dessa família e a delimitação territorial de seu poder nas terras partas.

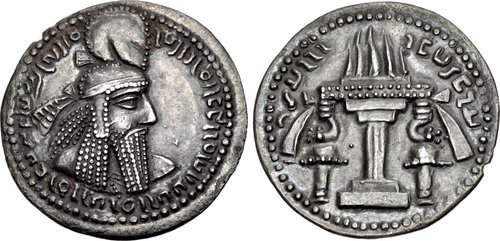
Dracma de

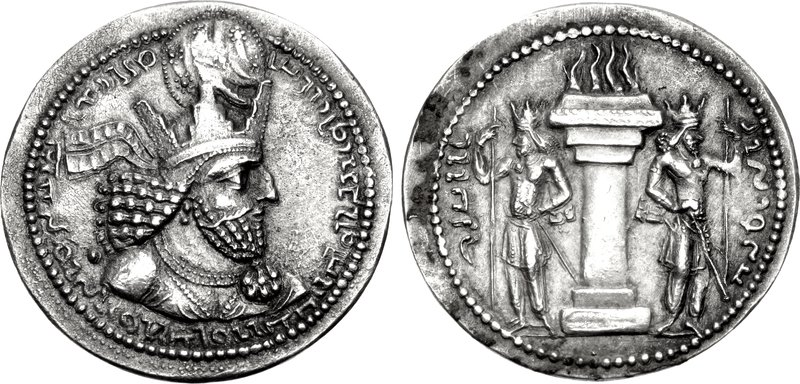
Dracma de cunhado ca. 240-244

Enquanto confirmam o poder dos Caranos no começo do Império Sassânida, inscrições do período contradizem o relato posterior de Moisés sobre os Caranos. Segundo ele, enquanto os Ispabudãs e Surenas deram suporte a Artaxer I (r. 224–242), os Caranos deram total apoio a Artabano IV (r. 208–224), o último xá arsácida, e como consequência todos foram dizimados em sua luta com Artaxer, exceto Perosmates dos Camsaracanos. Em contradição a isso, a família aparece em altas posições na lista da nobreza da Pérsia nas inscrições do primeiros xás sassânidas no Cubo de Zaratustra. Na lista dos magnatas na inscrição trilíngue Feitos do Divino Sapor de Sapor I (r. 240–270), após a enumeração dos reis e da nobreza próxima ao rei, os Caranos aparecem entre os magnatas de Artaxer e estão lado a lado com outras famílias partas como os Varazes e Surena; o mesmo acorre na lista de dignitários de Sapor na mesma inscrição.
Como outras famílias partas, foram incorporados no sistema administrativo dos primeiros xás sassânidas e seus vastos domínios eram reino semi-independente. Seu poder ininterrupto no começo do período sassânida continua se reflete nas primeiras fontes do século III. Na inscrição de Naquexe e Rajabe de Sapor I, estão junto as famílias nobres partas após o rei, os príncipes, a rainha e o chefe da guarda real. No século V, após uma centúria de desinformação, reaparecem. Do tempo de Perozes I em diante, quando a tradição do Livro de Senhores apenas começava a tomar forma, seu poder começa a se refletir nas fontes. Para Pourshariati, o exame crítico da tradição da obra pertencente ao tempo de Perozes, Balas (r. 484–488) e Cavades I (r. 488–531) indica que tiveram papel direto e central na edição, reescrita e composição de partes do Livro referentes ao período. Ainda diz que, aliás, os fatores que instigaram a revolta mazdaquista só são compreendidos em sua totalidade quando analisado o papel dos Caranos.

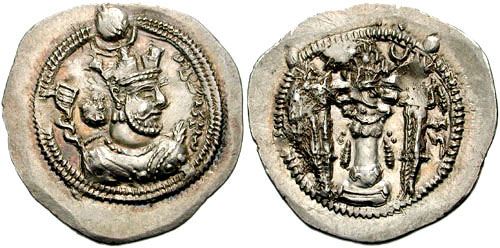
Dracma de Balas r.

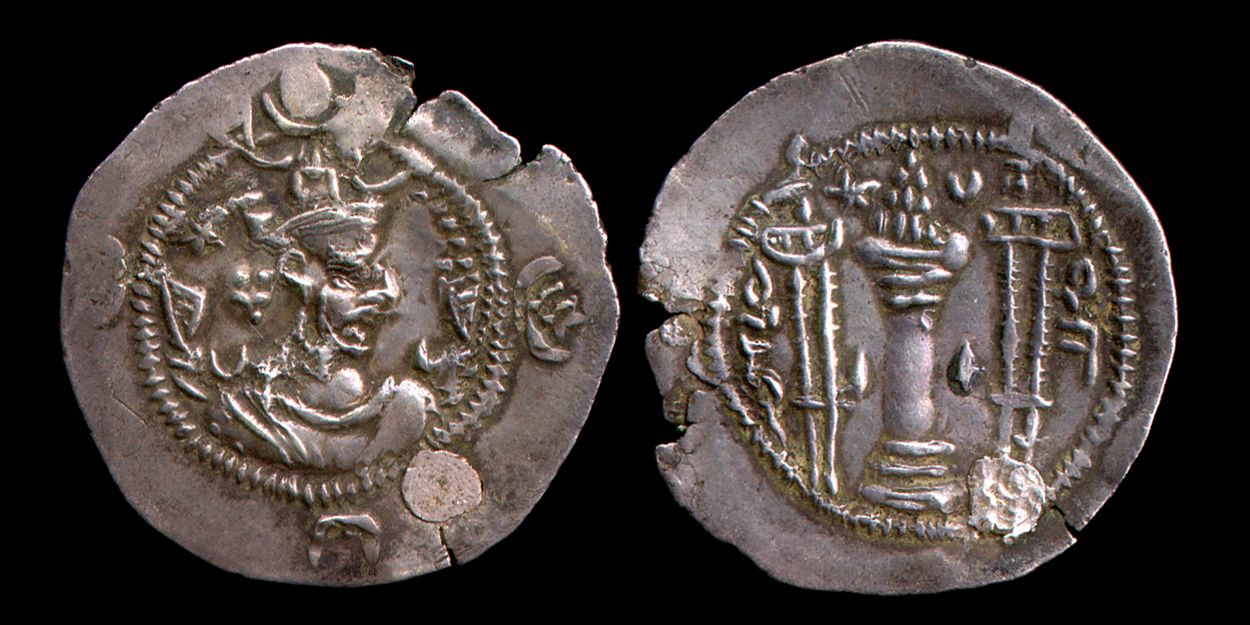
Dracma de (r. 488–496; 499–531)

Zarmir, o Azarapates foi um general dos Caranos que participou das expedições persas contra os revoltosos ibéricos e armênios nos anos 480. Citado pela primeira vez como comandante-em-chefe no Reino da Ibéria em 481, partiu no mesmo ano à Armênia quando eclode uma revolta. Na primavera de 483, enquanto se aproximou de Dúbio, foi derrotado pelos rebeldes de Vaanes I na Batalha de Nerseapate. Depois, perseguiu-os pelo país, causando grande destruição e matando muitos armênios. Em 484, ao receber mensagem do xá Perozes, parte a Ibéria com missão de capturar e matar ou então afugentar Vactangue I (r. 447–522). Depois no mesmo ano, com a morte de Perozes em campanha contra o Império Heftalita, retorna à Pérsia e ajuda na eleição de Balas (r. 484–488).
O Livro reforça que à época o Carano Sucra, para todos os efeitos, governou o império. Aparece pela primeira vez em 484 quando é nomeado por Perozes como vizir de seu irmão Balas. Com a derrota e morte do xá em sua campanha contra o Império Heftalita, fez campanha para vingá-lo e conseguiu grande vitória contra os heftalitas. Ao retornar, foi louvado e atuou nos anos seguintes como o poder atrás do trono de Balas, que a pouco havia sido feito xá. Em 488, quando Cavades se revolta na tentativa de tomar o trono para si, Sucra apoia-o e depõe Balas. Nos cinco anos seguinte, novamente Sucra atua como poder atrás do trono. Em 493, Cavades o exila para Xiraz. Temeroso de uma revolta, Cavades pede para Sapor de Rei (o outro grande general do império à época) fazer campanha contra ele, que é preso e levado à capital Ctesifonte. É executado no mesmo ano.
O poder das famílias partas, inclusive os Caranos, tinha duas bases importantes: a grande riqueza que acumularam através de seus domínio e a mão de obra que podiam reunir em tempos de guerra, os exércitos que podiam fornecer aos xás na cavalaria e infantaria e sobretudo mercenários e escravos. Os Caranos devem ter sido uma das famílias agnáticas partas mais ricas e Ferdusi aponta várias vezes como Sura esteve em controle do tesouro do Irã. Além disso, no tempo de Cavades, todas as regiões sob presumida autoridade real, bem como toda a elite do país, pagaram tributos (baje) a Sucra a ponto de os grandes zombarem do xá: "você não tem nada além de nome na realeza".

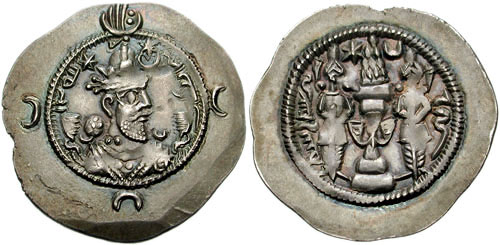
Dracma de r.

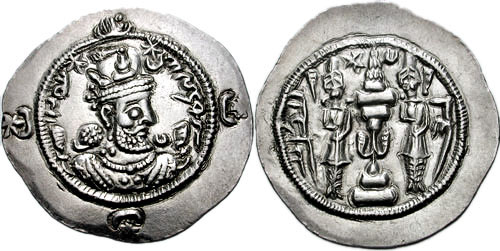
Dracma de r.

A ascensão de Balas foi marcada pela rivalidade entre os Caranos e os Mirranes e, ciente disso, Cavades eleva a posição dos últimos para reduzir a influência dos Caranos. Tal rivalidade, para Tabari, era proverbial: "O vento de Sucra morreu e um vento pertencente a Mirranes começou a soprar". Pourshariati indica que, certamente, o domínio parta no trono e sobretudo o poder total exercido pelos Caranos sobre a família real instigaram a fase mazdaquista de Cavades, bem como até mesmo precipitou as reformas de Cavades e Cosroes I (r. 531–579) na esteira dela. Dos Caranos, os únicos que retiveram algum poder sob Cavades foram Zarmir e Burzemir, filhos de Sucra; o primeiro ajuda o xá a reclamar seu trono em 498 de Zamasfes (r. 496–498) e o segundo foi seu ministro. Toda a família, com sua perda de poder, foi exilada no Tabaristão e Zabulistão, regiões ostensivamente longe do centro e do rei. Como diz A. Christensen, além do que parecia ser seu apanágio tradicional na região de Nemavande, também se associaram intimamente com as regiões nordeste (Coração, Tabaristão e partes do Zabulistão).
O exílio, porém, estava longe de ser o fim da família. Ao ascender ao trono, Cosroes se arrepende da forma como foram tratados por Cavades e reintegra-os em sua administração, dando-lhes a posição de aspabedes do Custe do Coração (kust ī xwarāsān), a porção Oriental do reino. Burzemir foi elevado a posição de grão-framadar (vizir) e serve como aspabedes sob Hormisda IV (r. 579–590) e seu irmãos Zarmir e Carano ajudam Cosroes na guerra contra os goturcos e recebem terras no Zabulistão e Tabaristão. Apesar da reintegração, Cosroes inaugurou uma série de reformas para refrear o poder das famílias partas; estudos recentes tem demonstrado, porém, que tais reformas foram ineficazes ao ponto dessas famílias manterem seu poder até o fim da história sassânida e inclusive terem parte na queda da dinastia.

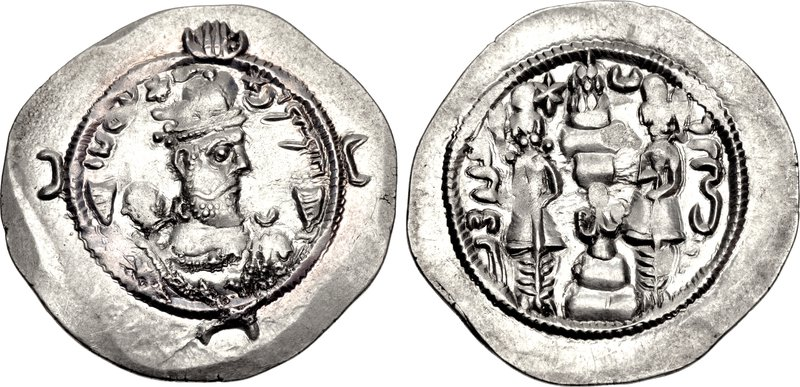
Dracma de r.

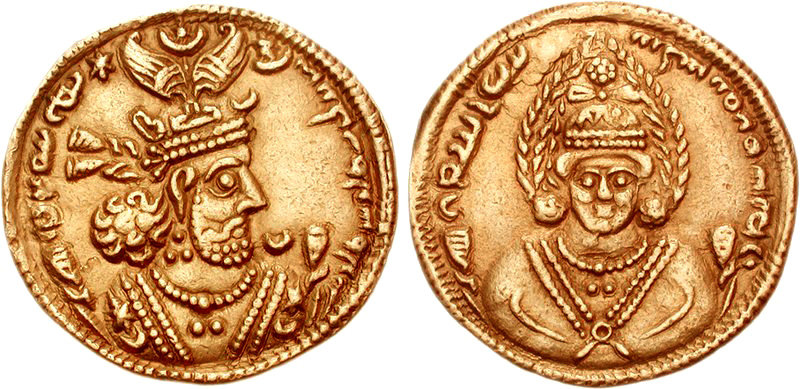
Dinar de r.

A evidência sigilográfica confirma que os Caranos continuaram profundamente integrados no aparato administrativo, como aspabedes encarregados da administração, taxação e proteção dos quatro distritos do império. No reinado de Cosroes, além de Burzemir que era aspabedes do Oriente e mantém sua posição sob Hormisda, ainda havia Chir Burzém. Como aspabedes do Custe do Coração, que incluía as províncias partas de Gurgã e Comisena, ajudaram Cosroes II (r. 590–628) durante a revolta de Vararanes VI (r. 590–591). Pouco pode ser recuperado da história dos Caranos após a rebelião e o período bagrátida (ver Simbácio IV) na história do Coração. Estão substancialmente ausentes nas fontes literárias confusas dos últimos tempos do Império Sassânida, mas isso não parece refletir seu poder, pois foram cruciais no curso da conquista muçulmana da Pérsia e nos séculos subsequentes.
Participaram nos esforços de guerra da família real no curso do começo da conquista muçulmana da Mesopotâmia (628–632). Durante a conquista posterior do Irã, parecem ter perdido uma parte substancial de seus domínios originais em Nemavande, quando uma figura de antecedentes incertos chamada Dinar toma vantagem da preocupação dos Caranos em outro lugar e usurpa suas posses, fazendo a paz com os exércitos muçulmanos. Diferente de outras famílias partas, como os Ispabudãs que optaram ajudar os invasores em troca de manter seus domínios, os Caranos continuaram a impor forte resistência ao avanço muçulmano. Na conquista do Coração, sob a liderança de certo Sauar, não só lutaram contra os exércitos de Abedalá ibne Amir, mas contra o canaranges Canara e os Ispabudãs. Partes do "Coração Interior" permanecem sob controle deles por todo o período, porém a medida que os árabes avançaram perderam seus domínios na região e foram obrigados a retroceder ao Tabaristão. Um de seus membros, Balas, foi responsável pelo assassinado de Bave ou Farruquezade, o herdeiro Ispabudã e irmão de Rustã, comandante sassânida na Batalha de Cadésia.

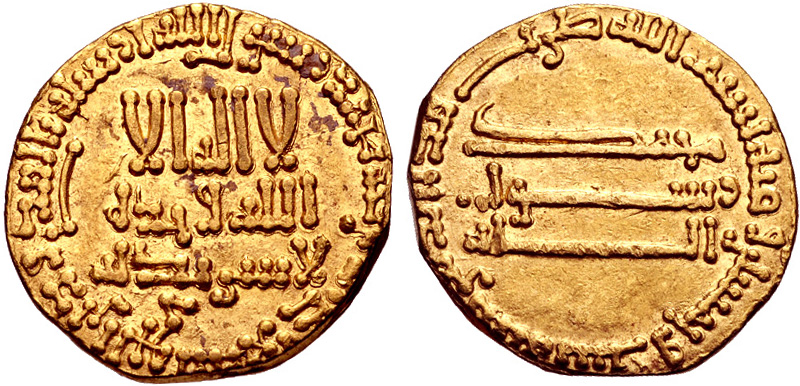
Dinar de ouro de Almançor r.

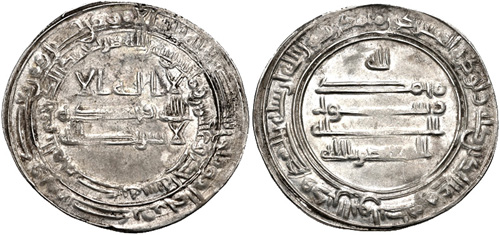
Dirrã de Almotácime r.

No processo da conquista muçulmana e a ascensão dos bavândidas na região, bem como a ascensão de Ali Jamaspe, perderam muito de seu poder. Por pouco mais de século, até a revolta de Maziar ibne Carene (839), o governo dessa família no Tabaristão e Coração esteve sujeito à família Ispabudã/Bavande. Os eventos que ocorreram no início do Califado Abássida, e as incursões que fizeram até então nos distritos fechados do norte e do leste, forneceram aos Caranos uma ocasião para reafirmar seu controle. Desempenharam papel importante na história das regiões do mar Cáspio, Tabaristão e Guilão no rescaldo da Revolução Abássida. O rebelde popular do início do período abássida, o zoroastrista Sumpade, cuja rebelião (754–755) supostamente foi lançada para vingar o assassinato de Abu Muslim em 755 pelo califa Almançor (r. 754–775), era mais provável também um Carano.
Mais consequente que Sumpade, foi a revolta supracitada de Maziar que, em coalizão com Pabeco, o Curramita no Azerbaijão, esteve à beira de exaurir os recursos materiais e humanos do califado. Foi derrotado por um general da Ásia Central, Alafexim, e um exército mercenário reunido pelo califa Almotácime (r. 833–842), em 837. No rescaldo, os califas conseguiram ao menos controle parcial sobre as regiões do norte do Irã e da Estrada do Coração. O legado deixado pelos Caranos à posteridade é evidente nas tradições populares e cortesãs em torno deles que se desenvolvem em tempos subsequentes. As seções da Épica dos Reis sobre eles refletem apenas parte de sua contribuição à história nacional iraniana e seu etos cultural, segundo Pourshariati, parece ter sido ainda mais duradouro. Sua marca pode ser vista no romance Vis o Ramin e nas Aventuras de Hâmeza.